# Municipio de Pawnee (Misuri)
El municipio de Pawnee (en inglés, Pawnee Township) es una subdivisión territorial del condado de Platte, Misuri, Estados Unidos. Según el censo de 2020, tiene una población de 10 137 habitantes.
Es parte del área metropolitana de Kansas City.
Es una subdivisión exclusivamente geográfica, puesto que el condado de Platte no utiliza la herramienta de los townships como gobiernos locales.

## Geografía
Está ubicado en las coordenadas 39°12′44″N 94°37′10″O / 39.21222, -94.61944 (39.212356, -94.619487). Según la Oficina del Censo de los Estados Unidos, tiene una superficie total de 11.18 km², de la cual 11.16 km² corresponden a tierra firme y 0.02 km² es agua.

## Demografía
Según el censo de 2020, hay 10 137 personas residiendo en la zona. La densidad de población es de 908,33 hab./km². El 69.11% de los habitantes son blancos, el 15.18% son afroamericanos, el 0.36% son amerindios, el 3.38% son asiáticos, el 0.56% son isleños del Pacífico, el  2.40% son de otras razas y el 9.01% son de una mezcla de razas. Del total de la población, el 7.52% son hispanos o latinos de cualquier raza.